# We’re Here Because We’re Here
We’re Here Because We’re Here – ósmy studyjny album grupy Anathema. Za miksowanie albumu odpowiedzialny był Steven Wilson (Porcupine Tree), za mastering Jon Astley (kooperujący dawniej z zespołami The Who oraz Led Zeppelin).
Tytuł albumu zaczerpnięto z pieśni pod tym samym tytułem, śpiewanej w okopach aliantów podczas I wojny światowej na melodię pieśni „Auld Lang Syne” (w Polsce na tę melodię śpiewa się harcerską pieśń „Braterski krąg”).
Na płycie wystąpił gościnnie wokalista fińskiej grupy HIM, Ville Valo (w utworze „Angels Walk Among Us”).

## Lista utworów
Opracowano na podstawie materiału źródłowego.
1. „Thin Air” (Daniel Cavanagh, John Douglas, Vincent Cavanagh) – 5:59
2. „Summernight Horizon” (Daniel Cavanagh) – 4:12
3. „Dreaming Light” (Daniel Cavanagh) – 5:47
4. „Everything” (Daniel Cavanagh) – 5:05
5. „Angels Walk Among Us” (wokal wspierający: Ville Valo) (Daniel Cavanagh) – 5:17
6. „Presence” (recytacja: Stan Ambrose) (Daniel Cavanagh)– 2:58
7. „A Simple Mistake” (Daniel Cavanagh) – 8:14
8. „Get Off, Get Out” (John Douglas) – 5:01
9. „Universal” (John Douglas) – 7:19
10. „Hindsight” (narracja: Maren Svenning) (Daniel Cavanagh) – 8:10

## Twórcy
Opracowano na podstawie materiału źródłowego.
- Vincent Cavanagh – śpiew, gitara, aranżacje, aranżacje smyczków, oprawa graficzna, inżynieria dźwięku, produkcja muzyczna, miksowanie
- Daniel Cavanagh – gitara, instrumenty klawiszowe, śpiew, aranżacje smyczków, produkcja muzyczna, miksowanie
- Les Smith – instrumenty klawiszowe, realizacja dźwięku
- Jamie Cavanagh – gitara basowa, inżynieria dźwięku, zdjęcia
- John Douglas – perkusja, aranżacje smyczków, miksowanie
- Lee Douglas – śpiew
- Steven Wilson – miksowanie
- Dave Stewart – aranżacje smyczków, orkiestracje
- Jon Astley – mastering
- Darryl Anthony – inżynieria dźwięku
- Lasse Hoile – oprawa graficzna
- Carl Glover – oprawa graficzna
- The London Session Orchestra – partie orkiestralne
- Mark Ellis – realizacja dźwięku
- Niall Acott – realizacja partii smyczków

## Pozycja na listach
| Lista       | Kraj      | Pozycja |
| ----------- | --------- | ------- |
| SNEP        | Francja   | 69      |
| MegaCharts  | Holandia  | 52      |
| YLE         | Finlandia | 19      |
| IFPI Greece | Grecja    | 9       |